# Dirphia mansosotoi
Dirphia mansosotoi är en fjärilsart som beskrevs av Orfila 1951. Dirphia mansosotoi ingår i släktet Dirphia och familjen påfågelsspinnare. Inga underarter finns listade i Catalogue of Life.